# Vicariato apostólico de Bóntoc-Lagaue
El vicariato apostólico de Bóntoc-Lagaue (en latín: Vicariatus Apostolicus Bontocensis-Lagavensis, en inglés: Apostolic Vicariate of Bontoc-Lagawe y en tagalo: Bikaryatikong Apostoliko ng Bontoc-Lagawe) es una circunscripción eclesiástica de la Iglesia católica en Filipinas. Se trata de un vicariato apostólico latino, inmediatamente sujeto a la Santa Sede. Desde el 6 de mayo de 2015 su vicario apostólico es Valentín Dimoc.

## Territorio y organización
El vicariato apostólico tiene 4758 km² y extiende su jurisdicción sobre los fieles católicos de rito latino residentes en las provincias de Ifugao y La Montañosa, ubicadas en la región administrativa de La Cordillera en la isla de Luzón. 
La sede del vicariato apostólico se encuentra en la ciudad de Bóntoc, en donde se halla la Catedral de Santa Rita de Cascia.
En 2020 en el vicariato apostólico existían 23 parroquias.

## Historia
El vicariato apostólico fue erigido el 6 de julio de 1992 con la bula Ad aptius in Insulis del papa Juan Pablo II, obteniendo el territorio del vicariato apostólico de las Provincias Montañosas (hoy diócesis de Baguio).

## Estadísticas
Según el Anuario Pontificio 2021 el vicariato apostólico tenía a fines de 2020 un total de 207 158 fieles bautizados.
| Año                                                                             | Población            | Población | Población      | Sacerdotes | Sacerdotes    | Sacerdotes    | Bautizados por sacerdote | Diáconos permanentes | Religiosos | Religiosos | Parroquias |
| Año                                                                             | Bautizados católicos | Total     | % de católicos | Total      | Clero secular | Clero regular | Bautizados por sacerdote | Diáconos permanentes | Varones    | Mujeres    | Parroquias |
| ------------------------------------------------------------------------------- | -------------------- | --------- | -------------- | ---------- | ------------- | ------------- | ------------------------ | -------------------- | ---------- | ---------- | ---------- |
| 1999                                                                            | 177 761              | 281 361   | 63.2           | 19         | 15            | 4             | 9355                     |                      | 4          | 26         | 17         |
| 2000                                                                            | 177 761              | 281 361   | 63.2           | 16         | 13            | 3             | 11 110                   |                      | 3          | 27         | 17         |
| 2001                                                                            | 201 739              | 310 817   | 64.9           | 19         | 16            | 3             | 10 617                   |                      | 3          | 26         | 17         |
| 2002                                                                            | 197 510              | 302 062   | 65.4           | 23         | 17            | 6             | 8587                     |                      | 6          | 26         | 17         |
| 2003                                                                            | 199 343              | 302 062   | 66.0           | 26         | 19            | 7             | 7667                     |                      | 7          | 23         | 20         |
| 2004                                                                            | 202 754              | 307 348   | 66.0           | 26         | 18            | 8             | 7798                     |                      | 8          | 20         | 20         |
| 2010                                                                            | 214 000              | 347 000   | 61.7           | 30         | 23            | 7             | 7133                     |                      | 29         | 14         | 21         |
| 2014                                                                            | 230 000              | 374 000   | 61.5           | 30         | 27            | 3             | 7666                     |                      | 32         | 12         | 22         |
| 2017                                                                            | 241 800              | 392 270   | 61.6           | 29         | 29            |               | 8337                     |                      | 4          | 15         | 22         |
| 2020                                                                            | 207 158              | 345 265   | 60.0           | 35         | 31            | 4             | 5918                     |                      | 7          | 11         | 23         |
| Fuente: Catholic-Hierarchy, que a su vez toma los datos del Anuario Pontificio. |                      |           |                |            |               |               |                          |                      |            |            |            |

## Episcopologio
- Brígido Galasgás y Agalpas † (6 de julio de 1992-15 de mayo de 1995 falleció)
- Francisco Claver y Funáay, S.I. † (2 de noviembre de 1995-15 de abril de 2004 retirado)
- Cornelio Wigwigan y Galleo † (19 de marzo de 2004-16 de mayo de 2005 falleció)
- Rodolfo Beltrán y Fontiveros † (18 de marzo de 2006-30 de octubre de 2012 nombrado obispo de San Fernando de La Unión)
  - Sede vacante (2012-2015)
- Valentín Dimoc y Cabbigat, desde el 6 de mayo de 2015